# کتی استارتاپ
کتی استارتاپ (انگلیسی: Katie Startup؛ زادهٔ ۲۸ ژانویهٔ ۱۹۹۹) بازیکن سابق فوتبال اهل انگلستان است که در پست دروازه‌بان برای باشگاه سوپر لیگ زنان برایتون اند هوو آلبیون بازی می‌کند.
وی در تیم‌های ملی فوتبال زیر ۱۷ سال زنان انگلستان و زیر ۱۹ سال زنان انگلستان بازی کرده است.